# Инвакар
Инвакар (енг. Invacar, скраћеница од назива  инвалидска кола или кочија) је био мали једносед микроаутомобил дизајниран за употребу од стране возача са инвалидитетом. Ово превозно средство дистрибуирано је бесплатно у Великој Британији особама са инвалидитетом. У периоду од 1948. до 1976. године, када је престала подела ових возила испоручено је  21.500 примерака, Возила су 31. марта 2003. године коначно повучена из употребе из безбедносних разлога, у складу са прописима Европске уније.

## Историја
Све је почело тако што је прво  Bert Greeves током 1948. године прилагодио класични мотоцикл за искључиво ручну контролу управљања, са циљем да он буде помоћно средство за његовог парализованог рођака Derry Preston-Cobb. Како је након Другог свестког рата међу бившим војницима био велики број инвалида који су се стално обраћали влади Уједињеног Краљевства за подршку, то је дало идеју Bert Greeves-у да оснује фирму Invacar Ltd. и у њој започне серијску производњу возила Инвакар. 
Британско министарство за пензионо осигурање је бесплатно дистрибуирало Инвакар особама са инвалидитетом. од 1948. до 1970-их.
Дана 31. марта 2003. године, сви Инвакари у власништву владе су повучени и растављени из безбедносних разлога, јер ова возила за ветеране рата нису могла да испуни савремене владине прописе, и стандарде које је поставила Европска унија. До тренутка када је валад објавили затварање шеме поделе возила 1976. године, широм земље је било у употреби 21.500 инвалидских кочија.
Пре програма коначног повлачења и укидања ових возила  2003. године, у Великој Британији је још увек било у употреби око 200 Инвакара. Те године на стотине Инвакара у државним складиштима су расходоване, заједно са свим њиховим резервним деловима. Неколико примерака је преживело у рукама приватних власника и музеја у Великој Британији и иностранству. Инвакари у приватном власништву се и даље спорадично користе на путевима у Уједињеном Краљевству; расходована су само возила у власништву владе.
Сви Инвакари били су у власништву владе и давани су у закуп возачима са инвалидитетом као део њихове инвалиднине. Њихова употреба је била у опадању од увођења Мсавременијих возила која возачима са инвалидитетом нуде конвенционални аутомобил са модификованим опцијама. Године 2018. представљен је на ББЦ 4 програму НХС: Народна историја са Алексом Брукером.

## Конструкција
Била су то једноставна возила дизајнирана за само једну, која су користила ручни управљач (као на фрези) уместо волана. Били су високо подигнута како би особа са инвалидитетом у њих могла лако ући. Возило је имало и простор за одлагање склопивих инвалидских колица.
Прва возила су била са ваздушно хлађеним мотором фирме Villiers Engineering од 147 цц, али када је производња тог мотора престала почетком 1970-их, замењен је много снажнијим 4-тактним мотором Steyr-Daimler-Puch од 500 цц или 600 цц, што је омогућило возилу да достигне и брзину од 132 km/h (82 mph).
Током 1960-их и 1970-их Инвакар, са својом модерном шкољком од фибергласа и ледено плавом бојом – назван Министарско плаво по Министарству здравља  – произведен је у десетинама хиљада примерака.
Даљи развој – укључујући продужено међуосовинско растојање, проширени траг и коришћење точкова Austin Motor Company  – довео је Инвакаре до краја коначног ДХСС уговора 1977. године. Произведено је више од 50 варијанти.

## Занимљивости
Особе са инвалидитетом су добијала ова возила након што су полагала возачки испит нешто веома различито од свеобухватног испита. Уместо да иду у ауто школу, особе са инвалидитетом су морале да се појаве у центру за вештачке удове у болници у Ливерпулу. Тамо их је чекао проценитељ са „инвалидском кочијом”, инжењер по струци који би кандидату рекао: 
Седи у ово, ја ћу те гурнути и желим да притиснеш кочницу да видим да ли можеш да станеш.
 
Након што је кандидат сам зауставио возило проценитељ би кандидату рекао: 
Добро је ти си сасвим способан да возиш - положио си тест.